# Wybory parlamentarne w Rumunii w 1992 roku
Wybory parlamentarne w Rumunii w 1992 roku zostały przeprowadzone 27 września 1992. W ich wyniku zostało wybranych 341 posłów do Izby Deputowanych oraz 143 członków Senatu. Frekwencja wyniosła 76,3%. W wyborach zwycięstwo odniósł postkomunistyczny Demokratyczny Front Ocalenia Narodowego. Równolegle z wyborami parlamentarnymi odbyła się pierwsza tura wyborów prezydenckich.

## Izba Deputowanych
| Lista wyborcza | Głosy     | %    | Mandaty                        |
| --- | --------- | ---- | ------------------------------ |
| Demokratyczny Front Ocalenia Narodowego | 3 015 708 | 27,7 | 117                            |
| Rumuńska Konwencja Demokratyczna Partia Narodowo-Chłopska-Chrześcijańsko-Demokratyczna PNL-Aripa Tânără Partia Sojuszu Obywatelskiego Rumuńska Partia Socjaldemokratyczna Ekologiczna Partia Rumunii PNL-Konwencja Demokratyczna | 2 117 144 | 19,5 | 82 (40) (14) (11) (10) (5) (2) |
| Front Ocalenia Narodowego | 1 108 500 | 10,2 | 43                             |
| Rumuńska Partia Jedności Narodowej | 839 586   | 7,7  | 30                             |
| Demokratyczny Związek Węgrów w Rumunii | 811 290   | 7,5  | 27                             |
| Partia Wielkiej Rumunii | 424 061   | 3,9  | 16                             |
| Socjalistyczna Partia Pracy | 330 378   | 3,0  | 13                             |
| Demokratyczna Partia Agrarna Rumunii |           | 3,0  | 0                              |
| Partia Narodowo-Liberalna |           | 2,6  | 0                              |
| Rumuński Ruch Ekologiczny |           | 2,2  | 0                              |
| Ugrupowania mniejszości narodowych |           | 1,0  | 13                             |
| Razem |           |      | 341                            |

## Senat
| Lista wyborcza                          | Głosy     | %    | Mandaty |
| --------------------------------------- | --------- | ---- | ------- |
| Demokratyczny Front Ocalenia Narodowego | 3 102 201 | 28,3 | 49      |
| Rumuńska Konwencja Demokratyczna        | 2 210 722 | 20,2 | 34      |
| Front Ocalenia Narodowego               | 1 139 033 | 10,4 | 18      |
| Rumuńska Partia Jedności Narodowej      | 890 410   | 8,1  | 14      |
| Demokratyczny Związek Węgrów w Rumunii  | 831 469   | 7,6  | 12      |
| Partia Wielkiej Rumunii                 | 422 545   | 3,9  | 6       |
| Rumuńska Demokratyczna Partia Agrarna   | 362 427   | 3,3  | 5       |
| Socjalistyczna Partia Pracy             | 349 470   | 3,2  | 5       |
| Partia Narodowo-Liberalna               |           | 2,1  | 0       |
| Rumuński Ruch Ekologiczny               |           | 2,1  | 0       |
| Razem                                   |           |      | 143     |